# Camaridium carinatum
Camaridium carinatum är en orkidéart som först beskrevs av João Barbosa Rodrigues, och fick sitt nu gällande namn av Frederico Carlos Hoehne. Camaridium carinatum ingår i släktet Camaridium och familjen orkidéer. Inga underarter finns listade i Catalogue of Life.

## Bildgalleri

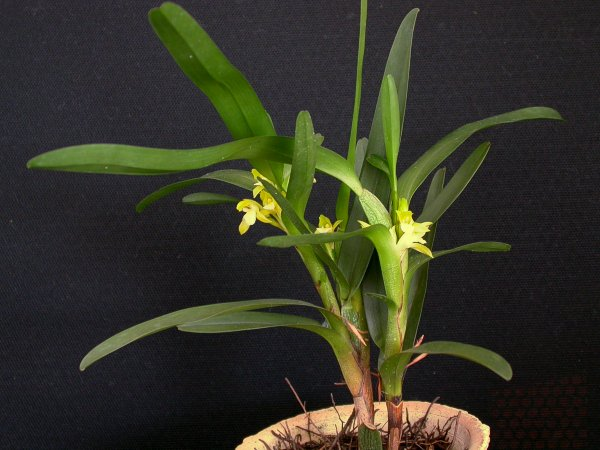
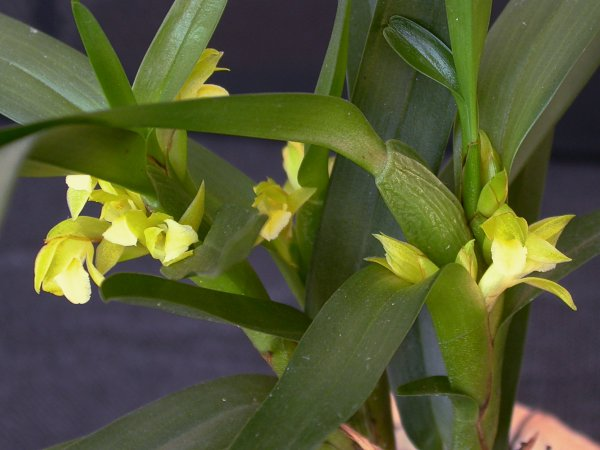
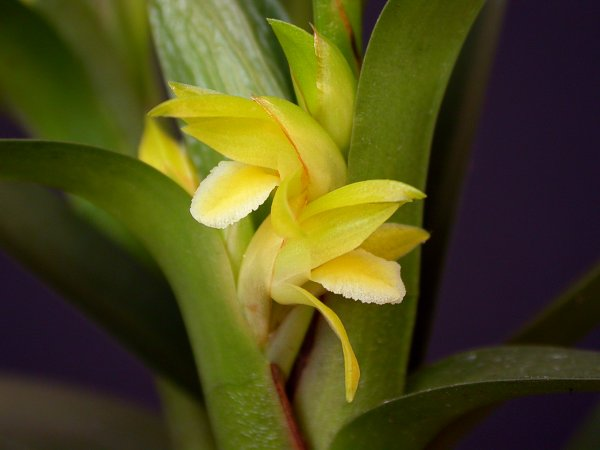
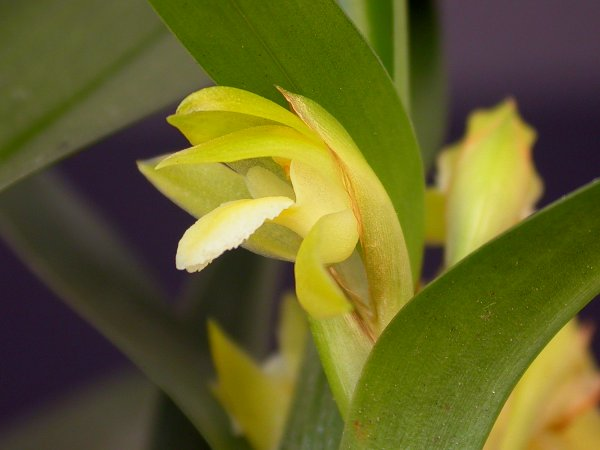
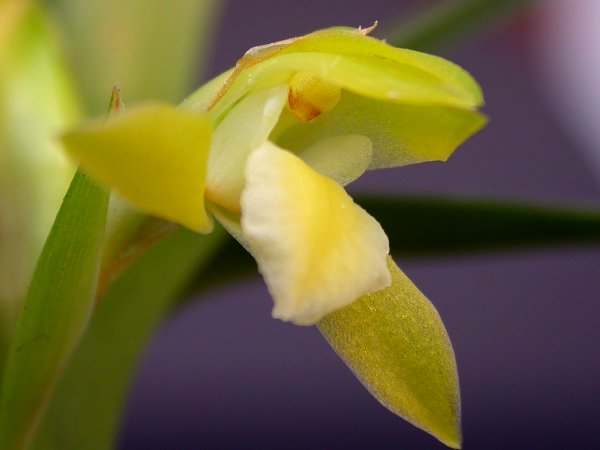
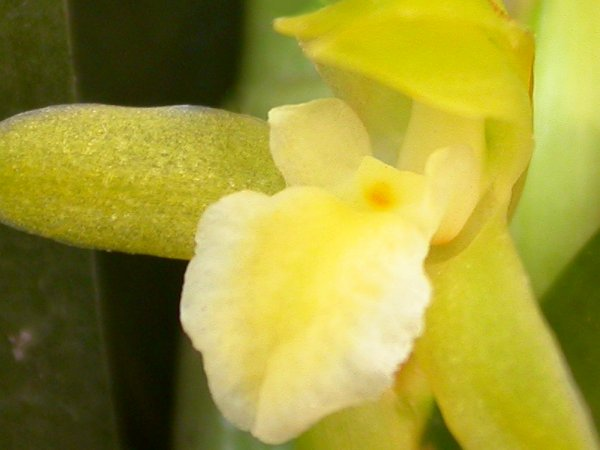